# سانت اربلن
سانت اربلن هي بلدة فرنسية تقع في إقليم لوار الأطلسية في منطقة بايي دو لا لوار شمال غرب فرنسا.